# Drymocallis rupestris
Potentilla rupestris é uma espécie de planta com flor pertencente à família Rosaceae. 
A autoridade científica da espécie é L., tendo sido publicada em Species Plantarum 1: 496-497. 1753.

## Descrição
Histórica
A seguir apresenta-se a descrição dada por António Xavier Pereira Coutinho na sua obra Flora de Portugal (Plantas Vasculares): Disposta em Chaves Dicotómicas (1.ª ed. Lisboa: Aillaud, 1913):
Pétalas brancas; folhas basilares com 5-7 folíolos, tanto menores quanto mais inferiores; estípulas inteiras ou pouco dentadas; epicálice menor que o cálice; flores reunidas em cimeira terminal, pauciflora. Planta erecta, pubescente, ramosa e glandulosa no cimo. Planta vivaz e herbácea. Junho a Julho. Fendas das rochas, lugares pedregosos: Alto Minho.

## Portugal
Trata-se de uma espécie presente no território português, nomeadamente em Portugal Continental.
Em termos de naturalidade é nativa da região atrás indicada.
Em Portugal continental ocorre na província de Trás-os-Montes e Alto Douro, havendo dados não fiáveis para a sua presença no Minho.
Em termos fitossociológicos, ocorre no sintaxum denominado Sedo-albi-Scleranthetea biennis, onde é uma espécie característica juntamente com Rumex acetosella, Scleranthus perennis, Sedum acre, Sedum album, Sedum amplexicaule, Sedum brevifolium e Sedum tenuifolium.

## Protecção
Não se encontra protegida por legislação portuguesa ou da Comunidade Europeia.

## Sinónimos
A base de dados Euro+Med Plantbase e a base de dados The Plant List indicam esta espécie como sinónima de Drymocallis rupestris (L.) Soják.
A base de dados Tropicos indica os seguintes sinónimos:
- Potentilla inquinans Turcz.
- Potentilla okuboi Kitag.

A Flora Europaea indica ainda os seguintes snónimos:
- Potentilla corsica Sieber ex Lehm.
- Potentilla tuberculata Porta
- Potentilla halacsyana Degen
- Potentilla pygmaea Jord.